# École supérieure de physique et de chimie industrielles de la ville de Paris
De École supérieure de physique et de chimie industrielles de la ville de Paris, ook wel ESPCI ParisTech, is een in 1882 opgerichte grande école (technische universiteit) in Parijs. De instelling is sinds 1991 een onderdeel van de ParisTech associatie.

## Campus
De campus ligt in het PSL Research University van Parijs.

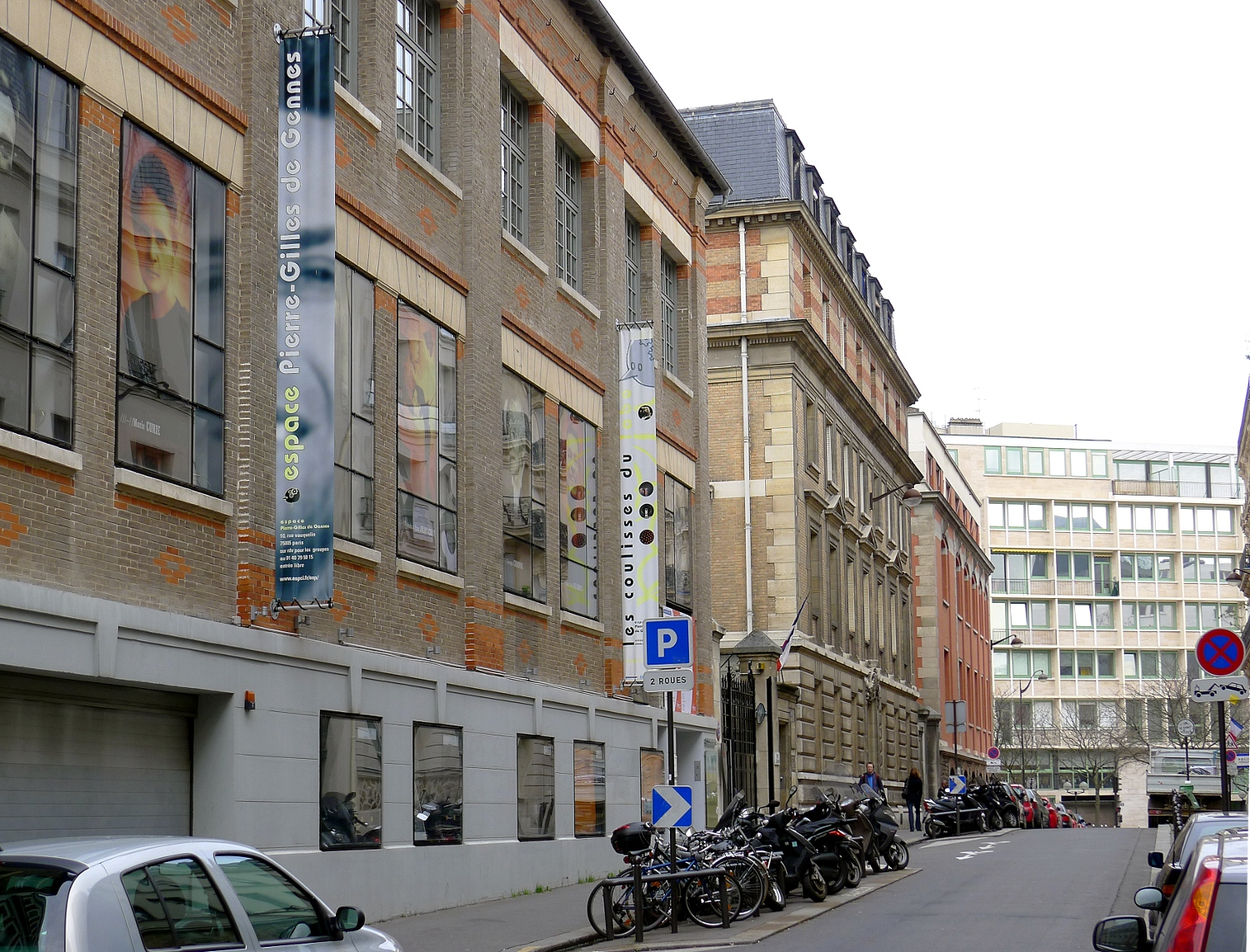

## Diploma
Mensen met een diploma van van de ESPCI worden bijvoorbeeld technisch manager of onderzoeker in een werkbouwkundige omgeving.
Diploma's die te behalen zijn:
- Ingenieursdiploma Master: 'Ingénieur ESPCI' (300 ECTS)
- Doctoraatsscholen.

Daarnaast kunnen studenten een massive open online course volgen, een cursus waarbij het cursusmateriaal wordt verspreid via het internet.

## Bekende docenten
- Georges Charpak, Pools-Frans natuurkundige

## Bekende alumni
- Paul Langevin, Frans natuurkundige
- Georges Urbain, Franse scheikundige

- International Standard Name Identifier: 0000 0001 1882 0021
- Library of Congress Control Number: n84146470
- Nationale Bibliotheek van Israël: 987007362863505171
- Virtual International Authority File: 267694391